# Synagoga Garncarska w Krakowie
Synagoga Garncarska (starsza) – synagoga wznosząca się od co najmniej 1356 do lat 70. XV w. na terenie istniejącej wówczas dzielnicy żydowskiej w Krakowie, w miejscu obecnego Collegium Nowodworskiego Uniwersytetu Jagiellońskiego przy współczesnej ulicy św. Anny. Była siedzibą gminy żydowskiej i najważniejszym obiektem ówczesnej dzielnicy żydowskiej. Wraz z rozbudową Akademii Krakowskiej bóżnica została rozebrana, a społeczność żydowska przeniosła się w rejon kościoła św. Szczepana (zburzonego na początku XIX w.).

## Historia

### Dzielnica żydowska
Nie wiadomo kiedy dokładnie zaczęła w Krakowie funkcjonować najstarsza kolonia żydowska, ale Żydzi byli już tam obecni przed lokacją miasta. Wydany w 1257 dokument dotyczący nadania Krakowowi prawa niemieckiego nie wspomina o osadnikach żydowskich. Ale w najstarszej księdze Krakowa Herr Filip der Polen in der Judengasse gab uf Hancen magdassen sine Eydem eenen halben Hof in der Juden gasse już na samym początku, pod datą 1304 widnieje wzmianka o istnieniu w Krakowie Judengasse, czyli ulicy Żydowskiej. Już samo stosowanie takiej nazwy w nazewnictwie topograficznym Krakowa odzwierciedlało fakt istnienia w mieście dzielnicy żydowskiej. Wprawdzie na terenach, na których osadnictwo żydowskie funkcjonowało jeszcze przed datą lokacji, były automatycznie włączane do nowego układu urbanistycznego, ale zarówno ukształtowanie terenu w tej części miasta, jak i lokalizacja ulicy Żydowskiej wykluczają istnienie w tym terenie wcześniejszej kolonii osadniczej. Wzniesione na przełomie XIII i XIV w. mury miejskie odgradzały lokowany teren od sąsiednich obszarów osadniczych (nazwane później: Garbary i Kleparz, a także małą osadę przy kościele św. Mikołaja).
Nota z 1317 w Herr Filip der Polen in der Judengasse... wzmiankuje o murze naprzeciw kolonii żydowskiej (murum retro Iudaeos). Oddzielał on dwa obszary: leżącą wewnątrz obwarowań platea Iudaeorum i usytuowane poza nim (koło młynów nad Rudawą) cimiterium Iudaeorum (cmentarz żydowski). Średniowieczna ulica Żydowska (Platea Iudaeorum) prowadziła z Rynku do murów miejskich, gdzie zlokalizowana była furta Porta Iudaeorum (lub Portula Iudaeorum), o której źródła pisane wzmiankowały już w 1366. Ulica Żydowska jest identyfikowana ze współczesną ulicą św. Anny. Społeczność żydowska zamieszkiwała teren zamknięty ulicami: Żydowską (św. Anny), Garncarską (współczesna ul. Gołębia), nieposiadającą w średniowieczu nazwy obecną ulicą Jagiellońską (na jej odcinku między Żydowską a Garncarską) i murami.

### Synagoga
Najstarsza znana synagoga tej kolonii żydowskiej została wybudowana w pierwszej połowie XIV wieku. Zlokalizowana była w południowej pierzei obecnej ulicy św. Anny (ul. Żydowskiej), obok dworu Lewka, żydowskiego bankiera królewskiego (później dwór był własnością Szafrańców i Tęczyńskich). Synagoga była wzniesiona jako budynek orientowany, gotycki, murowany, prawdopodobnie przykryty wysokim dachem szczytowym. Zgodnie z wstępną rekonstrukcją, od strony wschodniej do bryły dołączona była przybudówka, w której umieszczony był aron ha-kodesz.
Pierwsza wzmianka na temat tej bóżnicy pochodzi z 1356. Była najważniejszym obiektem dzielnicy żydowskiej. Była siedzibą gminy żydowskiej. Z 1370 pochodzi wpis poświadczający tutejszego rabina Cassyma, który był określany jako biskup żydowski. Następcą (co najmniej w latach 1373–1376) Cassyma był rabin Smoyl (Samuel). Przy synagodze funkcjonowała wtedy także szkoła żydowska.
Wraz z rozwojem dzielnicy żydowskiej powstała potrzeba wybudowania drugiej, nowej synagogi. Prawdopodobnie została wzniesiona na początku XV w. Pierwsza wzmianka o niej pochodzi z 1411. Była zlokalizowana w obrębie tego samego kwartału ulic, w głębi posesji przy ulicy Żydowskiej. Od starszej sąsiadki oddzielał ją pas cmentarza. Była także gotycką, murowaną budowlą, podobną do pierwszej bóżnicy, ale najprawdopodobniej trochę mniejsza. Orientowana. Jej aron ha-kodesz także był ulokowany w przybudówce wybudowanej po stronie wschodniej. Średniowieczne źródła na temat obu bóżnic często je myliły.
W XV w. obiekty żydowskie były sukcesywnie wykupywane. W 1369 Lewko, królewski bankier, został właścicielem dwóch kolejnych nieruchomości w rejonie ulicy Żydowskiej, w tym domu przy ulicy Wiślnej, obok dworu biskupiego i kościoła Franciszkanów, a także domu przylegającego do kamienicy Szczepana Pęcherza z Rzeszotar. Ten drugi dom był położony u zbiegu ul. Żydowskiej i współczesnej ul. Jagiellońskiej. Od 1400 jeden z dwóch budynków Szczepana Pęcherza usytuowanych przy skrzyżowaniu wspomnianych ulic został wykupiony przez Władysława Jagiełłę za cenę 600 grzywien, by zaczął służyć jako siedziba pierwszego uniwersyteckiego kolegium (później wzniesiono tam budynek akademii, który wchłonął część wcześniejszych zabudowań). Ufundowanie Collegium Artistarum zaczęło zmieniać układ sił w dzielnicy. Nieruchomości żydowskie były sukcesywnie wykupywane przez chrześcijańskich krakowian i pożytkowane na cele rozbudowy kompleksu uniwersyteckiego. 
W 1469 także obie synagogi zostały nabyte przez Jana Długosza i jego brata Andrzeja z przeznaczeniem na budowę Akademii Krakowskiej. Gmina żydowska otrzymała w zamian grunty w okolicy kościoła św. Szczepana (nieistniejącego od początku XIX w.). Były to ostatnie nieruchomości z dotychczasowej dzielnicy żydowskiej, która tym samym przestała istnieć w tym miejscu. Po raz ostatni alde synagoge („stara synagoga”) była wzmiankowana w 1476. W 1480 w tym miejscu był już pusty plac.

### Identyfikacja lokalizacji
Relikty gotyckiej, nowej synagogi zostały rozpoznane podczas prac archeologicznych prowadzonych na początku XXI w. w południowo-zachodniej partii Collegium Nowodworskiego Uniwersytetu Jagiellońskiego. Lokalizację taką wskazywał już w 1912 prof. Majer Bałaban: „W miejscu, na którem dziś stoi Biblioteka Jagiellońska stała stara bóżnica, o której mamy wzmiankę już przed rokiem 1356”.